# Xian autonome kazakh d'Aksay
Le xian autonome kazakh d'Aksay (阿克塞哈萨克族自治县 ; pinyin : Ākèsài hāsàkèzú Zìzhìxiàn) est un district administratif de la province du Gansu en Chine. Il est placé sous la juridiction de la ville-préfecture de Jiuquan.

## Démographie
La population du district était de 7 923 habitants en 1999.